# Lubartów
Lubartów [luˈbartuf] ist eine Stadt in Polen in der Wojewodschaft Lublin ca. 30 km nördlich von Lublin am Fluss Wieprz.

## Geschichte
Am 29. Mai 1543 erhielt der Woiwode Piotr Firlej vom polnischen König Sigismund I. das Recht, eine Stadt nach Magdeburger Recht an der Stelle des heutigen Lubartów zu gründen. Zu diesem Zeitpunkt befanden sich schon zwei kleine Siedlungen an der Stelle. Die Stadt erhielt den Namen Lewartów. Am 21. September 1575 wurde allen Zusiedlern die freie Ausübung ihrer Religion zugesichert. 1580 gründeten sich die ersten Zünfte. Im Verlauf des 16. Jahrhunderts siedelten sich zahlreiche Juden an und gründeten 1592 ihre eigenen Glaubensgemeinde. Während der Zeit des Krieges mit den Schweden wurde der Ort stark zerstört und ausgeplündert. 1733 begann der Bau der Kirche zur Heiligen Anna. Am 22. November 1744 bestätigte August III. das Stadtrecht. Dabei wurde dem Ort sein heutiger Name Lubartów gegeben, und Lewartów wurde in Lubartów umbenannt.
Während des Ersten Weltkrieges trafen im Sommer 1915 die Armeen der Mittelmächte und Russlands bei Lubartów aufeinander. Die Stadt selbst blieb aber von größeren Zerstörungen verschont.
Während der Zeit des Zweiten Weltkrieges wurde von den Deutschen das Ghetto Lubartów errichtet. Am 22. Juli 1944 erreichte die Rote Armee die Stadt und befreite sie von den Nationalsozialisten.

## Gmina
- Die Stadt Lubartów bildet eine Stadtgemeinde.
- Die eigenständige Landgemeinde Lubartów hat eine Fläche von 158,94 km². Zu ihr gehören 23 Ortschaften mit einem Schulzenamt.

## Sehenswürdigkeiten
- der Parkpalast (18. Jahrhundert)
- die Kirche der Heiligen Anna (18. Jahrhundert)
- das Kapuzinerkloster.

## Partnerstädte
- Hajdúdorog (Ungarn)
- Raseiniai (Litauen)